# Mariana Ciorbă
Mariana Carmen Ciorbă (* 18. Juni 1976) ist eine ehemalige rumänische Fußballspielerin.

## Karriere
Ciorbă gehörte von 2002 bis 2008 dem FFC Brauweiler Pulheim als Stürmerin an. Ihr Bundesligadebüt gab sie am 22. September 2002 (4. Spieltag) beim torlosen Unentschieden im Heimspiel gegen den SC Freiburg. In vier von sechs aufeinanderfolgenden Einsätzen danach – und die einzigen in ihrer Premierensaison – erzielte sie fünf Tore, wobei ihr beim 3:2-Sieg im Auswärtsspiel gegen den FFC Heike Rheine mit dem Tor zum 2:2-Ausgleich in der 42. Minute ihr erstes gelang. In der Folgesaison erzielte sie mit zwölf Toren in 16 Punktspielen eine beachtliche Quote, wobei ihr am 6. Juni 2004 (21. Spieltag) beim 7:1-Sieg im Heimspiel gegen den 1. FC Saarbrücken gleich vier Tore gelangen. Am Saisonende konnte ihre Mannschaft die Spielklasse jedoch nicht halten und stieg in die ab der Saison 2004/05 neu geschaffene und in die Gruppe Nord und Süd unterteilte 2. Bundesliga ab.
Aus dieser als Meister hervorgegangen, in der sie mit 23 Toren neben Anja Koser mit 27 Toren allein mehr als die Hälfte der 95 Saisontore erzielte, kehrte sie in die Bundesliga zurück; mit fünf Toren in elf Punktspielen trug sie zum Klassenerhalt bei. In ihrer letzten Saison für den FFC Brauweiler Pulheim, sorgte dieser mit allen 22 verlorenen Punktspielen für einen neuen Negativrekord in der eingleisigen Bundesliga. Ihr letztes Punktspiel in der Bundesliga und das 16. der Saison, in der sie nur vier Tore erzielte, bestritt sie am 10. Juni 2007 (22. Spieltag) bei der 0:7-Niederlage im Auswärtsspiel gegen den 1. FFC Frankfurt. Mit dem erneuten Abstieg in die 2. Bundesliga, kam sie nunmehr in der Gruppe Süd zum Einsatz; am Saisonende stieg ihr Verein in die Regionalliga West ab.

## Erfolge
- Meister 2. Bundesliga Nord 2005 und Aufstieg in die Bundesliga

## Sonstiges
Als Mariana Carmen Chimp verheiratet ist sie gegenwärtig als Fitnesslehrerin und akkreditierte Personal Trainerin in Constanța tätig.